# Domingo Gascón y Guimbao
Domingo Gascón y Guimbao (Albarracín, 1845-Madrid, 1908) fue un periodista, cronista, abogado, político y peluquero español.

## Biografía

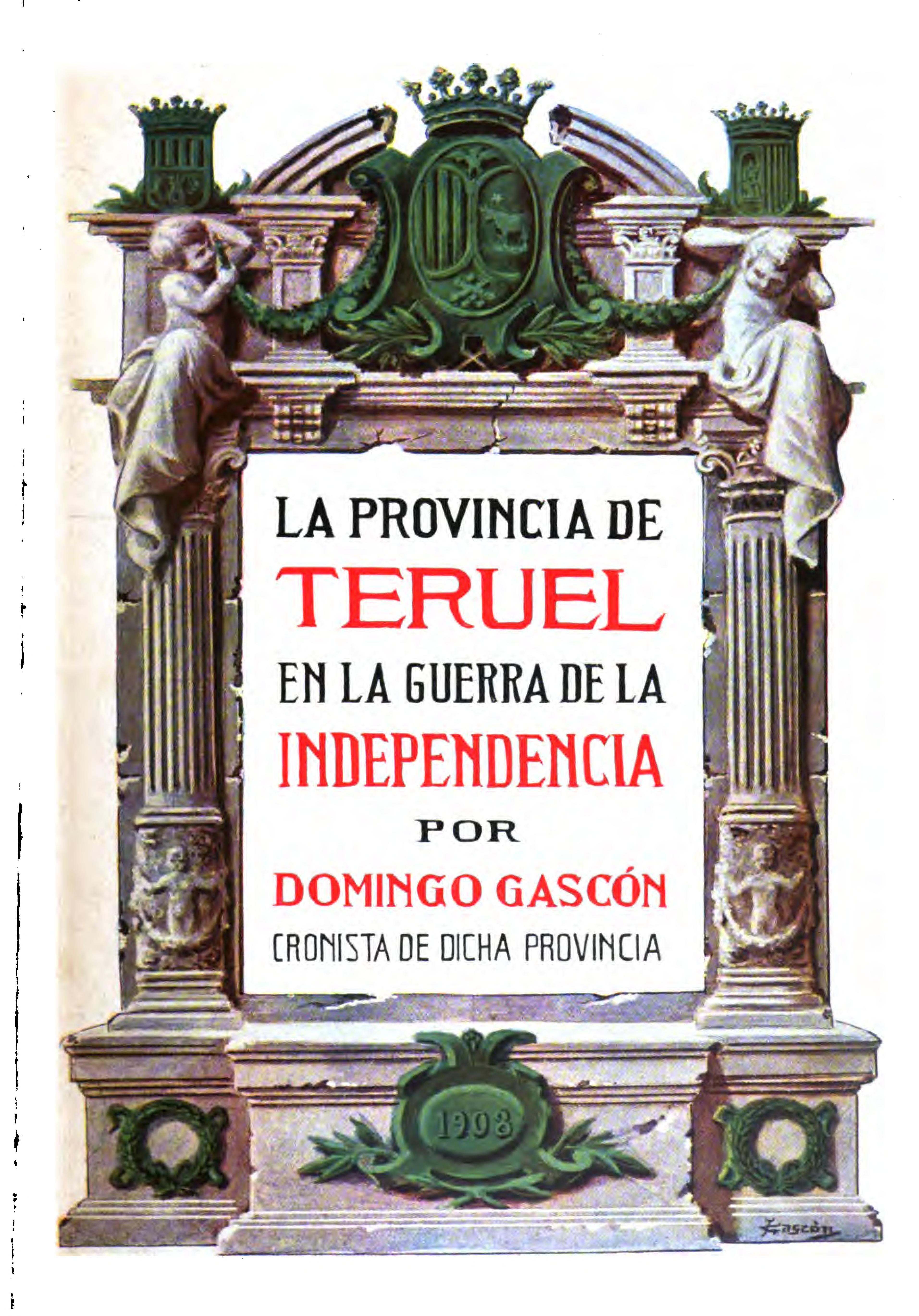
La provincia de Teruel en la guerra de la independencia (1908)

Nacido en la localidad turolense de Albarracín en 1845, fue abogado, cronista de la provincia de Teruel, académico correspondiente de la Real Academia de la Historia y diputado a Cortes al obtener escaño de diputado en las elecciones de 1901 y 1903, en ambas por el distrito oscense de Boltaña.
Ejerciendo la profesión de peluquero fundó y dirigió en Madrid el periódico Guía del Peluquero y Barbero (1873-1880). Después siguió y terminó la carrera de Derecho, fundó la revista Miscelánea Turolense (1891) —de distribución gratuita, fue según Ossorio y Bernard una publicación «notabilísima»— y fue corresponsal del Diario de Manila. Perteneciente a la Asociación de la Prensa de Madrid (1895-), en torno al cambio de siglo fundó un Boletín Minero Comercial.
Fue autor o editor de obras como Cancionero de los Amantes de Teruel (1907); Relación de escritores de la provincia de Teruel o La provincia de Teruel en la guerra de la independencia (1908). Falleció en 1908, en Carabanchel de Abajo.